# 多摩郡
- 令制国一覧 > 東海道 > 武蔵国 > 多摩郡
- 日本 > 関東地方 > 東京府 > 多摩郡

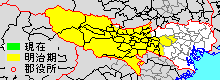
東京府・神奈川県多摩郡の範囲

多摩郡（たまぐん）は、東京府・神奈川県（武蔵国）にあった郡。

## 郡域
郡が分割されて消滅する以前の郡域は、東京都中野区・杉並区および多摩地域の大部分（西東京市ひばりが丘・ひばりが丘北・住吉町・栄町・北町・下保谷・東町・中町・泉町・保谷町・富士町・東伏見・柳沢・新町・西多摩郡瑞穂町二本木・高根・駒形富士山・富士山栗原新田・東京都町田市の境川の河川改修に伴い相模原市から編入された地域を除く）、世田谷区の一部（八幡山・船橋・砧・大蔵・砧公園・岡本・鎌田以西）および神奈川県川崎市高津区宇奈根・多摩区中野島・布田・和泉ならびに相模原市緑区・中央区・南区のごく一部（境川の河川改修に伴い町田市から編入された地域）にあたる。

### 隣接していた郡
- 東京府 ： 荏原郡・豊嶋郡
- 神奈川県 ： 橘樹郡・都筑郡・鎌倉郡・高座郡・津久井郡
- 埼玉県 ： 新座郡・入間郡・秩父郡
- 山梨県 ： 北都留郡

## 概要
534年の武蔵国造の乱の後に献上された4つの屯倉のうちの1つ多氷屯倉（おおいのみやけ、歴史的仮名遣：おほひのみやけ）の位置は、「多氷」を「多末」（たま）の誤記として当郡、特に現在の東京都あきる野市付近であると推測されている。
延喜式には多麻郡の字であらわれ、のちには多磨郡とも書き、「たま」「たば」と読まれた。地名の由来は、丹波が転訛したものだとか、かつて麻が多い地域であったとか、かつて多摩郡を治めた大國魂命（おおくにたまのみこと）によるなど諸説ある。なお、武蔵国の国府が置かれた府中にある総社大國魂神社もかつて多摩郡に属していた地域にある。かつては菅村・中野島村（現在の川崎市多摩区の一部）も含まれたが、菅村は1690年（元禄3年）に、中野島村は1875年（明治8年）に橘樹郡に編入した。
武蔵国の国府・国分寺および一宮（小野神社、現在の一ノ宮）と二宮（二宮神社）があった。郡衙は東京都府中市にあった。
文献史料においては、12世紀半ば以降、多摩郡が東西に分けられて多東郡、多西郡と表記されていた例が多く見つかっている。大石学の研究によると、多東郡の初出は1330年、多西郡は1154年である。このような表記は徳川家康の朱印状や検地帳など、極めて重大な文書でも使用されていることから、中近世において多摩郡は多東郡、多西郡に事実上分かれていたと考えられている。多東郡と多西郡の境界については狭山丘陵と見る説、多摩川と見る説がある。
江戸時代、多くの村が幕府直轄領（天領）や旗本領とされたほか、多くの藩の飛び地が分散し、複数の領主による相給とされた村も少なくなかった。支配関係が錯綜して郡内の一円支配が行われず、直轄領に対する幕府役人の配置も少なかったために農民は自己防衛を行うようになり、剣術がさかんになった。土方歳三、近藤勇らは、こうした環境から世に出ている。
廃藩置県後は現在の中野区・杉並区が東京府、残部が神奈川県の管轄となった。当初大部分が入間県の管轄となるはずだったが、本郡の一部が横浜に居留する外国人の遊歩区域に含まれるとの神奈川県知事・陸奥宗光の上申により全郡神奈川県管轄とされ、現在の中野区・杉並区の区域のみ東京府に戻された。多摩郡全体が東京府の管轄となったのは郡の分割により本郡が消滅して以降のことで、これは主に東京の上水道水源保全を理由にして、実際には自由党勢力の切り崩しを目的としたものといわれる。

## 歴史

### 近代以降の沿革
所属町村の変遷は東多摩郡#郡発足までの沿革、西多摩郡#郡発足までの沿革、南多摩郡#郡発足までの沿革、北多摩郡#郡発足までの沿革をそれぞれ参照
- 「旧高旧領取調帳」に記載されている明治初年時点での支配は以下の通り。中野島村はすでに橘樹郡とされている。他にも寺社領、寺社除地が各村に散在。（3町392村）[注釈 2]
  - 後の東多摩郡域（32村） - 幕府領（松村忠四郎支配所）、旗本領、鉄砲玉薬組同心給地
  - 後の北多摩郡域（1町137村） - 幕府領（松村忠四郎支配所、江川太郎左衛門支配所）、旗本領、伊賀者給知、近江彦根藩、常陸龍ヶ崎藩[注釈 3]
  - 後の南多摩郡域（2町122村） - 幕府領（江川太郎左衛門支配所）、旗本領
  - 後の西多摩郡域（101村） - 幕府領（江川太郎左衛門支配所）、旗本領、上野前橋藩、常陸龍ヶ崎藩、武蔵岩槻藩、三河西端藩
- 慶応4年
  - 6月29日（1868年8月17日） - 旧幕府代官の江川英武（太郎左衛門）が新設された韮山県知事に就任。それまで管轄していた区域を引き続き管轄。
  - 7月10日（1868年8月27日） - 旧幕府代官の松村長為（忠四郎）が武蔵知県事に就任。それまで管轄していた区域を引き続き管轄。
  - 8月8日（1868年9月23日） - 松村長為知県事が古賀定雄（一平）に交代。
  - 11月 - 現世田谷区域、現狛江市域の各一部が古賀知県事から東京府（第1次）に移管。
- 明治2年
  - 2月9日（1869年3月21日） - 古賀知県事の管轄区域に品川県を設置[3]。
  - 4月10日（1869年5月21日） - 韮山県と品川県の間で管轄地域の調整が行われる[4]。韮山県から品川県への移管は7月11日[5]、品川県から韮山県への移管は8月7日[6]に実施された。
  - 現東久留米市域の品川県、韮山県、龍ヶ崎藩領の一部が武蔵川越藩に移管。
  - 後の五日市町域の一部が韮山県から西瑞藩に移管。
  - のちの秋川市域の龍ヶ崎藩領の一部が品川県に移管。
- 明治4年
  - 7月14日（1871年8月29日） - 廃藩置県により藩領が前橋県、龍ヶ崎県、岩槻県、川越県、西端県、彦根県の管轄となる。
  - 10月28日（1871年12月10日） - 前橋県が群馬県に統合。
  - 11月14日（1871年12月25日） - 関東および伊豆国における府県改置により、当郡は東京府（第2次）および入間県がそれぞれ管轄することとされた[7]。
    - 品川県・韮山県・岩槻県が廃止。
    - 龍ヶ崎県が廃止。当郡に属する区域が入間県に移管。
    - 彦根県の当郡に属する区域の東京府への移管が太政官布告で命じられる。
    - 群馬県・西端県の当郡に属する区域が入間県に移管（西端県は翌11月15日廃止）。

  - 11月22日（1872年1月2日） - 彦根県が長浜県に統合。
  - 11月23日（1872年1月3日） - 当郡は全域を神奈川県が管轄することとされた[8]。
  - 12月5日（1872年1月14日） - 旧品川県の管轄区域のうち当郡東部の現中野区、杉並区、世田谷区、狛江市域、および武蔵野市、三鷹市、調布市域の一部が東京府へ移管される[9]。
  - 12月19日（1872年1月28日） - 旧岩槻県の管轄区域のうち当郡に属する区域が神奈川県へ移管[10]。
  - 12月20日（1872年1月29日） - 旧韮山県の管轄区域のうち当郡に属する区域が神奈川県へ移管[10]。旧品川県の管轄区域のうち当郡残部が入間県へ移管[10]。
- 明治5年
  - 1月22日（1872年3月1日） - 東京府から当郡に属する区域が神奈川県に移管[11]。そのうち一部の村々は東京府に戻る運動を展開。
  - 1月24日（1872年3月3日） - 長浜県のうち現世田谷区域が神奈川県に移管。当初は全域が東京府に移管予定であったが、急遽変更された。
  - 1月29日（1872年3月8日） - 入間県から当郡に属する区域が神奈川県に移管[10]。
  - 8月19日（1872年9月21日） - 神奈川県のうち現中野区・杉並区域が東京府の管轄に戻ることとされる[12]。実際の移管は9月10日（10月12日）に実施[10]。
- 明治11年（1878年）
  - 11月2日 - 郡区町村編制法の東京府での施行により、東京府が管轄する区域をもって東多摩郡が発足。
  - 11月18日 - 郡区町村編制法の神奈川県での施行により、八王子横山宿ほか126村の区域をもって南多摩郡が、府中番場宿（府中宿のうち）ほか1町131村の区域をもって北多摩郡が、青梅町ほか1町93村の区域をもって西多摩郡がそれぞれ発足。同日多摩郡消滅。